# Górka (nazwisko)
Górka – polskie nazwisko. Na początku lat 90. XX wieku w Polsce nosiło je 11203 osób.

## Znani ludzie
- Andrzej I Górka
- Andrzej Górka
- Mikołaj Górka
- Stanisław Górka
- Stanisław Górka (aktor)
- Uriel Górka
- Łukasz I Górka
- Łukasz II Górka
- Łukasz III Górka
- Wiktor Górka